# Half Triathlon Pamplona-Iruña
La Half Triathlon Pamplona-Iruña es una prueba de triatlón celebrada en la Comunidad Foral de Navarra desde el año 2015.

## Historia
En el 2015 se celebró por primera esta prueba, que se ha convertido en una clásica del mes de mayo.
La carrera intentará pasar a formar parte de la Copa de España de Triatlón de Media Distancia.
El 14 de noviembre de 2015, la organización recibió en Tudela de mano de la Federación Navarra de Triatlón una placa conmemorativa por la promoción del deporte.

## Características[3][4]
La prueba consta de 3 partes:
- Natación: La parte a nado consta de 1.900 metros y se lleva a cabo en el embalse de Alloz.
- Ciclismo: La parte en bici son 85 kilómetros desde el embalse hasta llegar a Pamplona.
- Atletismo: Es una carrera de 21 kilómetros con la plaza del Castillo como lugar protagonista.

## Organización
La prueba está organizada por los clubes Trikideak y Trikua Kirol Elkartea, que cuenta además con el apoyo institucional del Ayuntamiento de Pamplona y el Gobierno de Navarra. Además, colaboran en la organización del evento voluntarios, jueces de la Federación Navarra de Triatlón, miembros de la Policía Municipal de Pamplona y de la Policía Foral entre otras personas.